# DXC Technology
DXC Technology è il marchio risultato dalla fusione tra Computer Sciences Corporation (CSC) e la divisione Enterprise Services di Hewlett Packard. Il lancio ufficiale della nuova azienda è avvenuto a livello mondiale il 3 aprile 2017. Nel maggio 2016, quando l'accordo è stato annunciato, risultavano circa 165.000 dipendenti fra CSC e HPE messe insieme. In Italia la società ha filiali a Roma, Cernusco sul Naviglio, Pomezia, Torino, Pavia e Bari.

## Creazione
DXC Technology è stata fondata nel 2017 dalla fusione tra HP Enterprise Services e Computer Sciences Corporation. Al momento della sua creazione, DXC Technology aveva un fatturato di 25 miliardi di dollari, impiegava 170.000 persone e operava in 70 paesi. Lo spinoff di HPE non includeva due parti del segmento Enterprise Services: l'unità di reporting Mphasis Limited e il gruppo di prodotti Communications and Media Solutions.

### Acquisizioni
Nel 2017, la società ha completato la sua prima acquisizione con Tribridge, un fornitore di soluzioni Microsoft Dynamics 365. Nel 2018, ha annunciato diverse acquisizioni aggiuntive, tra cui Molina Medicaid Solutions (in precedenza parte di Molina Healthcare), Argodesign, BusinessNow e TESM. Nel gennaio 2019, DXC Technology ha acquisito la società di consulenza svizzera Luxoft. Secondo le informazioni del database SEC, DXC Technology possiede ora l'83% delle azioni Luxoft.

## In India
In India, la società ha avviato un piano triennale per ridurre il numero di uffici nel Paese da 50 a 26 e per ridurre l'organico del 5,9% (circa 10.000) dipendenti. Con circa 43.000 dipendenti (più di 1/3 della sua forza lavoro) in India, l'azienda sta ristrutturando la sua forza lavoro per soddisfare il suo nuovo profilo di fatturato. Nel 2017, DXC ha separato il suo segmento del settore pubblico per creare una nuova società, Perspecta Inc.

## In Italia
Guidata da Eugenio Maria Bonomi, DXC Technology Italy ha sedi a Roma, Torino, Milano e Bari, oltre 2.500 dipendenti e un fatturato di 500 milioni di euro.

## Sponsorizzazioni
La società sponsorizza il Team Penske, scuderia che partecipa al campionato di IndyCar Series. Nel 2018 sponsorizza la Genesys 600, che si tiene annualmente al Texas Motor Speedway. È anche sponsor dei Brumbies, squadra australiana che partecipa al campionato di Super Rugby.
A luglio 2022, DXC Technology e il Manchester United hanno firmato un importante accordo che prevede una partnership pluriennale che permetterà al club di calcio di trasformare le proprie attività grazie al supporto della tecnologia e di migliorare l’esperienza dei suoi tifosi in tutto il mondo.
Nel 2023, a partire dal quinto Gran Premio della stagione di Formula 1, a Miami (5-7 maggio), DXC Technology è diventata Team Partner della Scuderia Ferrari e il suo logo sarà presente sulle SF-23 di Charles Leclerc e Carlos Sainz e sulle tute e i caschi dei piloti. (fonte.)